# ツユグモ
ツユグモ（学名：Micrommata virescens）は、クモ目・アシダカグモ科に属するクモの一種である。

## 分布
ヨーロッパ、ロシア南部、西アジア、日本など旧北区に広く分布する。日本では北海道・本州・四国・九州に分布する。北海道を除いて、高地で多くみられる。

## 特徴
体長は雄で8-10mm、雌で12-15mm。体色は緑色で、雄は腹部中央に赤い縦条模様がある。
草地を徘徊して獲物を探し回る。ササやススキの葉を利用して、産卵のための住居を作る。